# Сантос, Каре
Каре Сантос, собственно Макарена Сантос Торрес (исп. Care Santos, Macarena Santos Torres, род. 8 апреля 1970, Матаро, провинция Барселона) — испанская (каталонская) писательница, пишет на испанском и каталанском языках.

## Биография
Закончила Барселонский университет, изучала право и испанскую филологию. Печаталась как журналист в каталонской и испанской прессе (Diari de Barcelona, ABC, El Mundo). В 1995 году выпустила первую книгу рассказов, в 1997 году — первый роман. Основала и возглавила Ассоциацию молодых писателей Испании, координатор сетевого журнала литературной критики Буря в стакане ().

## Творчество
Поэт, прозаик, автор книг для детей и юношества. Отмечает, что на неё в большей мере влияли поэты, чем прозаики, авторы XIX века больше, чем двадцатого, латиноамериканцы больше, чем испанцы, но больше всех влияли русские ().

## Книги

### Новеллы
- Рассказы со вкусом лимона/ Cuentos cítricos (Madrid, Libertarias, 1995).
- Intemperie (Alcalá de Henares, Fundación Colegio del Rey, 1996, премия г. Алькала-де-Энарес; 2-е изд. — Madrid, Páginas de Espuma, 2003).
- Достоверные свидетельства/ Ciertos testimonios (Caracas, Memorias de Altagracia, 1999).
- Solos (Valencia, Pre-Textos, 2000).
- Убить отца/ Matar al padre, пастиши новелл Х. Л.Борхеса, Х.Кортасара, Х.Рульфо и др. (Sevilla, Editorial Algaida, 2004, премия Альфонсо де Коссио по новеллистике).
- Просители/ Los que rugen. Madrid: Páginas de Espuma, 2009.

### Романы
- Танго распутника/ El tango del perdedor (Barcelona, Alba, 1997), нем. пер. 1999).
- Воронье над пшеничным полем/ Trigal con cuervos (Sevilla, Editorial Algaida, 1999, премия Ateneo Joven de Sevilla).
- Учиться бегству/ Aprender a huir (Barcelona, Seix Barral, 2002).
- Хозяин теней/ El dueño de las sombras (Barcelona: Ediciones B, 2006).
- Синдром Бовари/ El síndrome Bovary (Sevilla, Editorial Algaida, 2007).
- Смерть Венеры/ La muerte de Venus (Madrid, Espasa Calpe, 2007, финалист премии Примавера).
- Hacia la luz (Madrid, Espasa, 2008).
- Запертые комнаты/ Habitaciones cerradas (Madrid, editorial Planeta, 2011; греч. пер. 2011, итал. и нем. пер. 2012).
- Желание шоколада/ Desig de xocolata (2014, премия Рамона Льюля за роман, ).
- Период полураспада/ Media vida (2017, премия Надаля[1][2]).
- Всё добро и всё зло/ Todo el bien y todo el mal, 2018.

### Стихи
- Повышенная чувствительность/ Hiperestesia (Sevilla, Qüásyeditorial, 1999, финалист премии Surcos).
- Disección (Madrid, Torremozas, 2007, премия имени Кармен Конде женщинам-поэтам).

### Составленные антологии
- Un diez: antología del nuevo cuento catalán. Madrid: Páginas de Espuma, 2006.
- Воображаемая Россия: 10 испанских путешествий по русской местности/ Rusia imaginada: diez viajes por el paisaje ruso. Madrid: Nevsky Prospects, 2011.
- Гостиница Холодный дом: 10 гостей в доме Диккенса/ Bleak House Inn. Diez huéspedes en casa de Dickens. Madrid: Fábulas de Albión, 2012.

## Публикации на русском языке
- Три литературных приношения/ Пер. Т.Ильинской// Иностранная литература, 2003, № 4.

## Экранизации
В 2015 году по роману «Запертые комнаты» (Habitaciones cerradas) был снят одноимённый телефильм с Адрианой Угарте и Александром Гарсия в главных ролях.

## Признание
Финалист и лауреат многих национальных премий, включая премию Gran Angular за литературу для молодежи (2004) и премию по детской литературе Пароход (2009, ). Почетный член Испанской ассоциации авторов «страшных» рассказов (среди других её почетных членов — Фернандо Ивасаки, Хосе Карлос Сомоса).